# Dammtjärnen (Norra Ny socken, Värmland, 670690-134947)
Dammtjärnen är en sjö i Torsby kommun i Värmland och ingår i Göta älvs huvudavrinningsområde.